# 提多

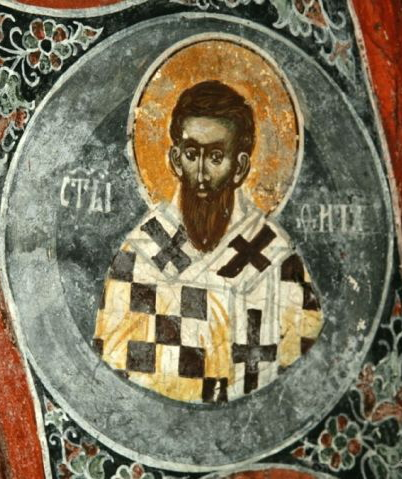
提多

提多（希臘語：Τίτος），天主教译为弟铎，是《圣经·新约》中的一个人物，他不是犹太人，而是一个外族的基督徒，在《圣经》中他伴随保羅赴外地传教以及帮助处理很多难题。使徒保罗赏识这个人在给哥林多人的信中说，提多是“為他們的好處做同工的”。

## 割礼的争议
提多是個沒有受割禮的希臘人。 使徒保羅説提多是“按着共同的信仰做我真孩子的”，他可能是接受保羅的教导改信基督教的。 公元49年左右，提多跟隨保羅、巴拿巴和其他來自叙利亞安提阿的信徒同工，上耶路撒冷討論割禮的問題。
有些人認為，鑑於外邦人歸信後是否需要受割禮的問題在耶路撒冷進行討論，保羅帶提多同去，很可能想以他作為例子去説明，猶太人和非猶太人同樣可以獲得上帝的嘉許，不論他們有沒有受割禮。耶路撒冷會衆有些成員在未成為基督徒之前屬於法利賽派，他們聲稱外邦人歸信後必須受割禮和守摩西律法，但有些人卻不同意他們的觀點。这些人认为，人得救是憑着上帝耶和華的分外恩慈，以及對耶穌基督的贖價懷具信心，而非憑着謹守摩西律法。這等於否認外邦人和其他國族的人已獲得上帝的聖靈。

## 奉派前往哥林多
有關割禮的爭論解決後，保羅和巴拿巴接獲權柄去向衆國族傳道。與此同時，他們也沒有忘記窮人的需要。聖經在大約六年後再次提到提多。當時他正在哥林多代表保羅收集為耶路撒冷的基督徒籌措的捐款。提多為這個任務奔波勞碌之際，發覺自己正面對另一個緊張情勢。
保羅給哥林多人的信顯示，他最初在信中勸誡他們“不可再跟淫亂的人來往”。保羅吩咐當地的基督徒，把他們當中一個犯了淫亂罪卻不肯悔改的男子逐出會衆。保羅“多多流淚”，寫了一封措詞嚴厲的信給哥林多人。就在這時候，提多奉派到哥林多協助收集捐款，以援助地區需要幫助的基督徒同工。因此，保羅可能請提多順帶看看哥林多弟兄對他的信有甚麽回應。
保羅很想知道哥林多人對保羅的勸告有甚麽反應。結果，他可能派提多從以弗所前往哥林多觀察情況，然後盡快回來告知保羅。提多要到哥林多，就得越過愛琴海。如果他能够在冬季停航前（大約11月中旬）完成任務，就能趕得及乘船前往特洛阿斯。他也可以從陸路繞過赫勒斯彭特海峽，只是路程較長一點。由於當地的銀匠爆發暴亂，保羅可能比原定的時間提早離開以弗所，結果比提多早到達特洛阿斯。保羅焦急地在特洛阿斯等了一段時間之後，發現提多並不是由水路而來。於是，保羅沿陸路出發，希望在途中遇到提多。一旦抵達歐洲，保羅就沿着埃納提亞大道進發，最後在馬其頓跟提多遇上。提多從哥林多帶來好消息，令保羅十分高興。基督徒會衆很樂於接受保羅提出的勸告。
雖然保羅曾經擔心哥林多人會怎樣對待他的代表，但上帝幫助提多順利完成任務。哥林多的弟兄“畏懼顫抖地”接待提多。正如評注家W. D. 托马斯指出：“我們可以相信，提多絶沒有沖淡保羅的信息。相反，他諄諄告誡哥林多人，幫助他們看出，保羅提出嚴厲的勸告，完全是由於關心他們的屬靈福利的緣故。”在這段期間，由於哥林多的弟兄表現順服的精神，敏於改過自新，提多對他們養成了深厚的感情。他們所表現的良好態度必然叫提多深感欣慰。
提多在哥林多還有其他任務，要收集捐款賑濟猶地亞的聖徒。提多在這件事上也做得很好，從哥林多後書可以看出這點。保羅跟提多見面後不久，大概公元55年秋季在馬其頓寫成了哥林多後書。保羅在信中提到，既然這項籌款運動是提多發起的，他就派提多和兩位弟兄（聖經沒有提及兩人的名字）到哥林多辦完這件事。既然提多非常關心哥林多的弟兄，他很樂意回去探訪他們。提多這次重回哥林多，可能帶着保羅寫給哥林多會衆的第二封信。
提多不但有很强的組織能力，而且為人可靠、有辨識力，能够應付各種不同的情勢。他勇敢、成熟、堅毅不屈。既然當時哥林多會衆有“超等使徒”的難題，保羅顯然認為提多能够應付得來，才派他去哥林多。（哥林多後書11:5）

## 奉派前往克里特岛
聖經也提及提多肩負另一項艱巨的任務，進一步證實提多是個忠於所托的人。很可能在公元61至64年之間，保羅寫信給提多，當時提多正在地中海的克里特島服務。保羅把提多留在島上，目的是要他“糾正不妥善的事”和“在各城委任長老”。以一般而言，“克里特人老是説謊，是害人的野獸，是無業貪食的人”。因此，提多在克里特必須再次表現勇氣，堅定地執行任務才行。提多肩负重任，因為他的工作很可能為日後島上基督教的發展奠下基礎。保羅向提多提出明確具體的訓示，説明受推薦成為監督的人必須具備甚麽資格。
聖經並沒有透露，提多在甚麽時候離開克里特。但他必然在當地停留了一段日子，保羅才會請他向西納和亞波羅提供協助；這兩個人曾在聖經沒有明言的某個時候路經島上。 可是，提多並沒有在島上逗留一段很長的時期。保羅計劃派亞提馬或推基古去克里特，然後派提多到尼哥波立跟他會合。尼哥波立可能是希臘西北部的一個重要城市。

## 前往達爾馬提亞
從聖經最後一次簡略提及提多可以獲悉，很可能在公元65年左右，保羅派他前往達爾馬提亞執行另一項任務。達爾馬提亞是阿德里亞海東部的一個地區，也就是現今的克羅地亞。聖經沒有透露提多到那裏辦甚麽事情，但有人認為他是要處理當地會衆的難題，以及在當地從事海外傳道工作。如果這是實情，提多在達爾馬提亞的任務就跟在克里特所擔任的大同小異了。

## 提多的品质
- 殷勤待人──他不僅殷勤對待保羅，也殷勤對待同靈[16]
- 熱心請願──他為耶穌所作的工，並非礙於情面，出於勉強，乃是甘心樂意去作 [17]
- 完成使命──他受差派將哥林多同靈所應許的捐銀預備妥當，使幫助耶路撒冷窮苦信徒之慈惠事，得以順利並完成（參林後8章）
- 不佔便宜──他為主作工不求自己的益處，以清清白白的態度對待同靈[18]
- 好使者──保羅所達哥林多前書，是差他送到哥林多的，哥林多後書也是差他送去的
- 好牧人──他在治理教會的事上，給予保羅莫大的功益；保羅與他在革哩底傳福音之後，留他獨自在革哩底辦理沒有辦完的事 [19]──即牧養教會的事；由提多書中可見他牧養教會的情形
- 慰勉同工，分享喜樂──藉著他從同靈美好表現所得的喜樂，使保羅與同行的人更加歡喜，安慰[20]

## 参看
- 割礼
- 使徒行传
- 使徒保罗
- 克里特岛
- 哥林多